# Lotoria triangularis
Lotoria triangularis is een slakkensoort uit de familie van de Cymatiidae. De wetenschappelijke naam van de soort werd voor het eerst geldig gepubliceerd in 1963 door Perry als Septa triangularis.